# Ferdinandea (geslacht)
Ferdinandea is een vliegengeslacht uit de familie van de zweefvliegen (Syrphidae).

## Soorten
- F. aenicolor Shannon, 1924
- F. aurea Rondani, 1844
- F. buccata (Loew, 1863)
- F. croesus (Osten Sacken, 1877)
- F. cuprea

Gewone kopermantel (Scopoli, 1763)
- F. dives (Osten Sacken, 1877)
- F. nigripes (Osten Sacken, 1877)
- F. ruficornis

Roodsprietkopermantel (Fabricius, 1775)
- F. sziladyi Drensky, 1934